# Strahlkopf (Bregenzerwaldgebirge)
Der Strahlkopf (Vorarlbergerisch: Strohlkopf) ist ein 1366 m ü. A. hoher Berg im Bregenzerwaldgebirge, der sich auf dem Gemeindegebiet Hohenems befindet. Der Gipfel des Berges ist zu Fuß gut erreichbar.

## Geologie, Versteinerungen
Der Strahlkopf besteht im Wesentlichen aus hellem (strahlendem) Kalkgestein (Helvetikum) und weist einen etwa 50 m aufragenden, gut sichtbaren, Steilabbruch auf. Das Gestein ist instabil und zum Klettern grundsätzlich nicht geeignet.
Beim Strahlkopf wurde die Versteinerung eines unvollständigen Exemplars einer „hochovalen Art“ eines Ammoniten, Ammonit Pictetia pr., gefunden, welches an der Universität Zürich aufbewahrt wird.

## Lage
Der Strahlkopf ist etwa 200 m Luftlinie nördlich der Emser Hütte (1283 m) und etwa 300 m von der Gemeindegrenze von Dornbirn entfernt. Vom Zentrum von Hohenems ist der Strahlkopf etwa 3 km Luftlinie entfernt.